# 25517 Davidlau
25517 Davidlau è un asteroide della fascia principale. Scoperto nel 1999, presenta un'orbita caratterizzata da un semiasse maggiore pari a 2,2773963 UA e da un'eccentricità di 0,1302927, inclinata di 2,63013° rispetto all'eclittica.